# Thinksoft
Thinksoft Global Services Ltd. ist ein indischer börsennotierter IT-Dienstleister mit Hauptsitz im indischen Chennai. Das Unternehmen hat ca. 800 Mitarbeiter.
Thinksoft ist auf Software-Qualitätssicherung bzw. Testen von Software mit Fokus auf Bank- und andere Finanzdienstleistungen spezialisiert. Anfang November 2013 wurde bekannt, dass die deutsche SQS AG die Mehrheit an Thinksoft übernimmt.

## Börsennotierung
- Bombay Stock Exchange mit der Kennung 533121[2]
- New York Stock Exchange mit der Kennung THINKSOFTEQ[3]